# Badjao

Badjao est un film philippin réalisé par Lamberto V. Avellana (en) et sorti en 1957. 
Il a pour sujet le traitement d'un conflit entre des pêcheurs et des agriculteurs. Il a obtenu de nombreux prix.

## Synopsis

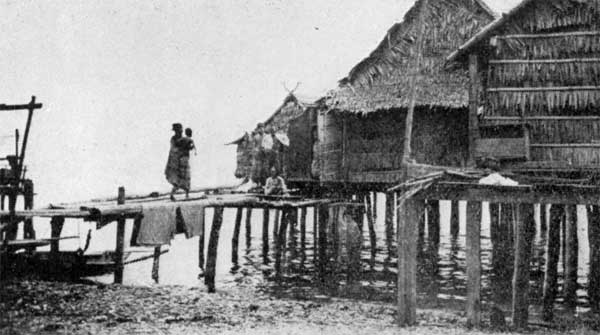
Maisons de pêcheurs Badjau.

La tribu païenne de Badjao, qui vit essentiellement en mer et ne va presque jamais sur terre, est proche de l'extinction, et cherche des femmes à terre. Un des membres de la tribu, amoureux d'une paysanne, la rejoint mais la nostalgie de la mer l'appelle.

## Fiche technique
- Réalisation : Lamberto V. Avellana (en)
- Scénario : Rof Bayer
- Photographie : Miguel Accion
- Musique : F. Buencamino
- Montage : Gregorio  Carballo
- Durée : 100 minutes
- Date de sortie : 3 juin 1957

## Distribution
- Rosa Rosal
- Tony Santos
- L. Salvado

## Distinctions
- Festival du film Asie-Pacifique[1],[2] : 
  - Meilleur réalisateur : Lamberto V. Avellana
  - Meilleur scénario : Rolf Bayer
  - Meilleure photographie : Miguel Accion
  - Meilleur montage : Gregorio Carballo
- Projeté au Festival international du film d'Édimbourg et au Festival international du film de Vancouver
- International Prestige Award de la Filipino Academy of Movie Arts and Sciences Awards

## Restauration
Une version restaurée du film est sortie en 2020 en haute résolution,.